# Аверин, Дмитрий Васильевич
Дмитрий Васильевич Аве́рин (20 октября 1899, село Большие Горки — 7 августа 1942, около хутора Плесистов, Сталинградская область) — советский военный деятель, комбриг, генерал-майор.

## Биография
Родился в крестьянской семье. Русский.
С 14 лет работал на фанерном заводе. В 1919 году добровольцем вступил в ряды РККА. С 14 апреля 1919 года красноармеец 2-го Петроградского полка. С 20 мая по август 1919 г. в учебной команде 2-го запасного армейского батальона (позже 1-й запасной стрелковый полк) Юго-Западного фронта, по окончании обучения оставлен там командиром отделения. В сентябре участвовал в боях с прорвавшейся конницей генерала А. Г. Шкуро под Тамбовом в качестве кавалериста-разведчика в составе 1-й конной армии. С марта 1920 года учился на командных курсах при штабе Юго-Западного фронта. Трижды выезжал с курсами на подавление антисоветских восстаний в Полтавской губернии. По окончании учёбы оставлен на курсах командиром взвода. В составе 3-й Киевской бригады участвовал в боях на Южном фронте против войск генерала П. Н. Врангеля и отрядов Н. И. Махно. 21 января 1921 года в ходе боя с махновцами был контужен и находился на лечении в госпитале.
С мая 1921 г. командир взвода 164-го отдельного батальона войск ВЧК по охране эстонской границы. С декабря 1921 г. в 500-м стрелковом полку в г. Остров и на курсах гренадеров в с. Грузино. С мая 1922 года командир взвода, помощник командира роты 168-го стрелкового полка (в его составе принимал участие в ликвидации банды атамана Садко в Демянском и Старорусском уездах. С сентября 1923 года помощник командира роты 167-го стрелкового полка. С августа 1925 года командир роты, временно исполняющий должность командира батальона, начальник полковой школы командир батальона, помощник командира полка по строевой части 128-го стрелкового полка 43-й стрелковой дивизии Белорусского военного округа (БВО).
Военное образование: учебная команда 1-го запасного стрелкового полка Юго-Западного фронта (г. Моршанск, 1919 г.), командные курсы при штабе Юго-Западного фронта (г. Харьков, 1920 г.), Высшая стрелковая школа командного состава РККА «Выстрел» (декабрь 1928 — сентябрь 1929 г.), курсы усовершенствования командно-начальствующего состава При Разведуправлении РККА (декабрь 1935 — октябрь 1936 г.). Закончил Военную академию имени М. В. Фрунзе.
Член ВКП(б) с 1929 года.
С августа 1934 года командир авиадесантного батальона . С февраля 1935 года командир отдельного разведывательного батальона 43-й стрелковой дивизии БВО. С 29 января 1936 года — майор. С октября 1936 года — командир 15-го стрелкового полка 5-й стрелковой дивизии БВО. С января 1939 года помощник командира 37-й стрелковой дивизии. С сентября 1939 г. — командир 176-й стрелковой дивизии 35-го стрелкового корпуса в составе Одесской армейской группы (позже — Одесского военного округа (ОдВО)), в этом качестве участвовал в Польском походе 1939 года.
4 ноября 1939 года Д. В. Аверину было присвоено звание «комбриг».
В ноябре 1939 г. отстранён от должности без объяснения причин. С июля 1940 года заместитель командира и начальник пехоты 141-й стрелковой дивизии Киевского Особого военного округа (КОВО).
В июне 1941 года назначен на должность коменданта 9-го Ковельского укреплённого района. С началом Великой Отечественной войны в этой должности участвовал в приграничном сражении на Юго-Западном фронте. С 28 июля — командир 199-й стрелковой дивизии в составе 26-й армии. В ходе Киевской оборонительной операции дивизия вела тяжёлые бои против 1-й танковой группы противника, затем в составе армии была отведена на левобережье Днепра. С середины сентября в составе киевской группировки Юго-Западного фронта дивизия находилась в окружении. В конце октября ей удалось прорваться из окружения под Полтавой, после чего она была передана 38-й армии. Далее дивизия вела бои в районе Волчанска, Балаклеи и на Донбассе.
В январе 1942 года комбриг Д. В. Аверин был от должности отстранён и отдан под суд Военного трибунала, командование дивизией перешло к В. В. Давыдову-Лучицкому. С 14 января Д. В. Аверин — командир 196-й стрелковой дивизии Южно-Уральского военного округа, формировавшейся в Соль-Илецке (Чкаловская область). С мая дивизия находилась в резерве Ставки, затем в июне подчинена сначала 6-й резервной, а затем 62-й армии и с 17 июля участвовала в Сталинградской битве.

## Бои в излучине Дона

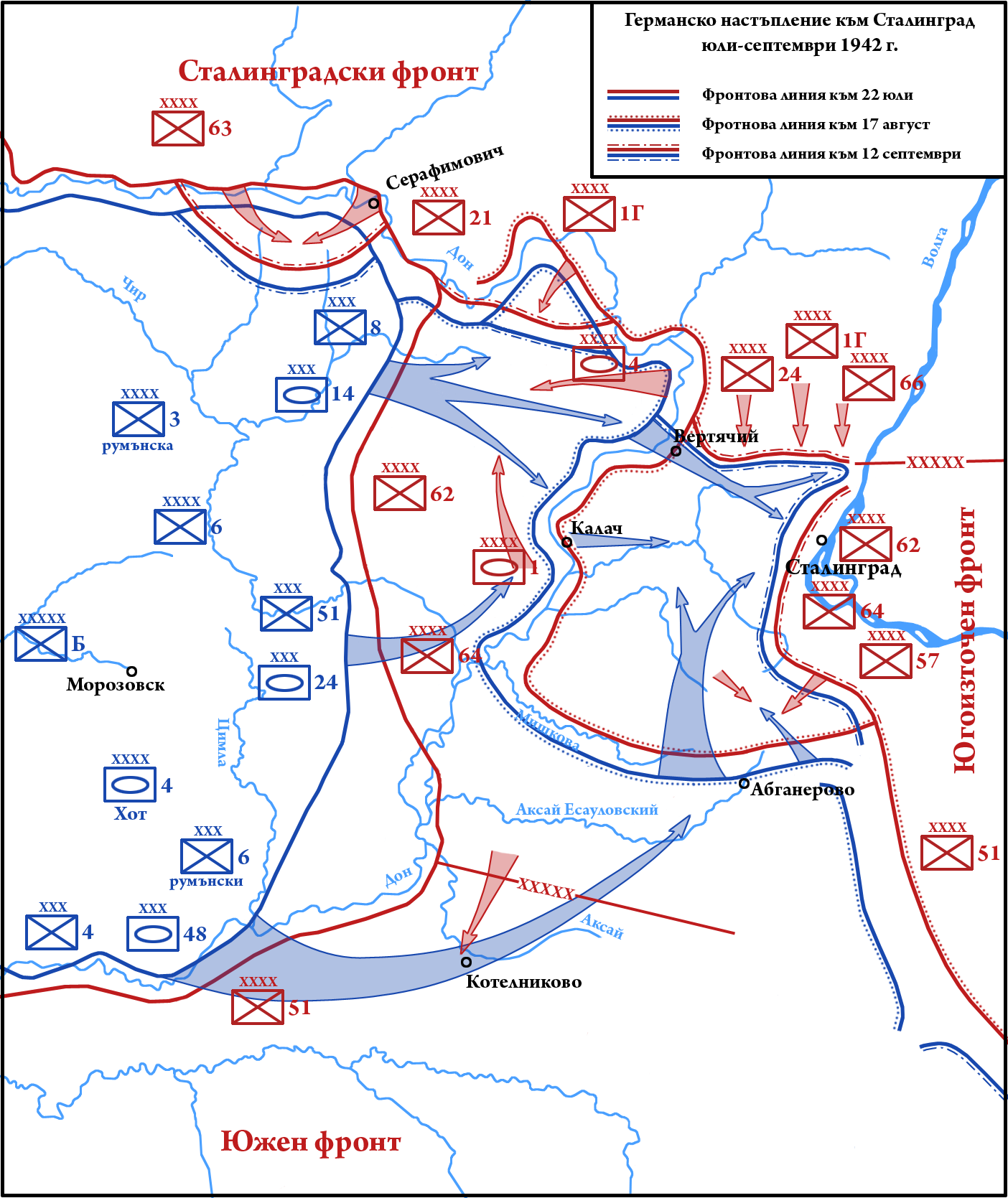
Ситуация 62-й армии в сражении при Калаче (2-7 сентября 1942)

С июля 1942 года дивизия в составе 62-й армии вела тяжёлые бои в большой излучине Дона, отражая наступление 6-й армии вермахта на Сталинград (на илл.). В ходе немецкого наступления и выхода немецко-фашистских войск к Дону в районе Калача-на-Дону дивизия оказалась в окружении и понесла большие потери: погибло более 6000 человек. Д. В. Аверин погиб в бою, при прорыве из окружения, спасая знамя дивизии.
Бывший политрук 196-й стрелковой дивизии вспоминал:

День 7 августа я никогда не забуду. Штаб дивизии располагался в балке Силкина, а командный пункт был впереди. Связь со штабом 62-й армии была потеряна. Был окружен медсанбат. А затем и штаб дивизии. Вражеские атаки следовали одна за другой, но бойцы не сдавались.
Командование дивизии приняло решение: спасти знамя дивизии, вынести его из окружения. Это задание было поручено батальонному комиссару Желамскому Ивану Семеновичу. Знамя было спрятано у него под гимнастеркой. Были созданы две группы: первая — комбрига Аверина Д. В., начальника штаба Прибыльского В. Л. и политрука Бадкова, вторая — с Желамским И. С. Не успели пройти 300 метров, как пришлось вступить в бой с немецкими автоматчиками. Аверин Д. В., Прибыльский В. Л. и Бадков руководили боем и наравне с нами вели бой. Он начался в 3 часа дня и закончился в 21 час. В начале шестого командование приняло решение вывести комбрига Аверина по небольшому овражку на верх балки. Первыми вышли два разведчика, противник их не обстрелял. Тогда по их пути двинулись комбриг и Бадков. На выходе из овражка их обстреляли. Бадков был ранен, а комбриг убит.

.

## Память
- В 1988 году одна из улиц города Ковель была названа в честь комбрига Д. В. Аверина. В июне 1988 года на одном из зданий этой улицы была открыта мемориальная доска. В его честь в Мироновке (Киевская область) назван один из переулков.
- В 2007 году именем Аверина была названа улице в х. Качалин.
- В посёлке Фанерный завод (Вологодская область, Кадуйский район) в комплексе памяти погибшим в ВОВ установлен памятник Д. В. Аверину.